# ジェームス・スチュワート (レーサー)

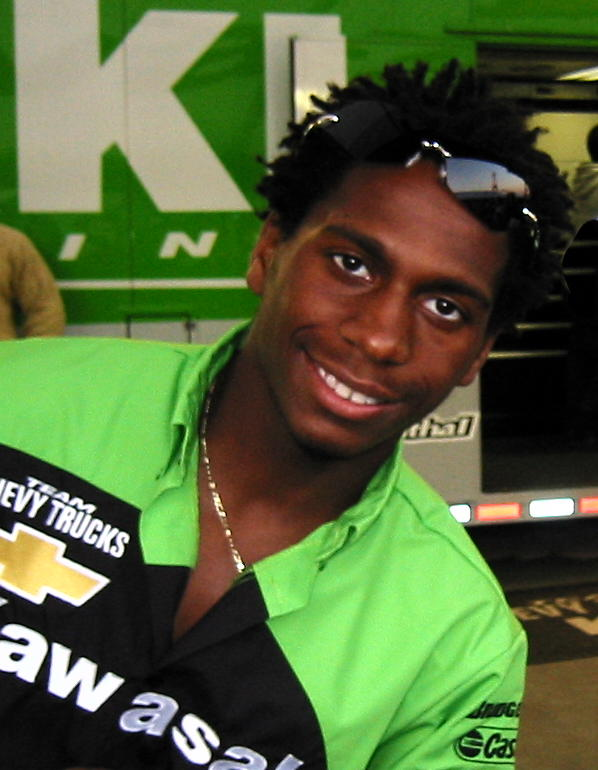
2004年AMAスーパークロスにて

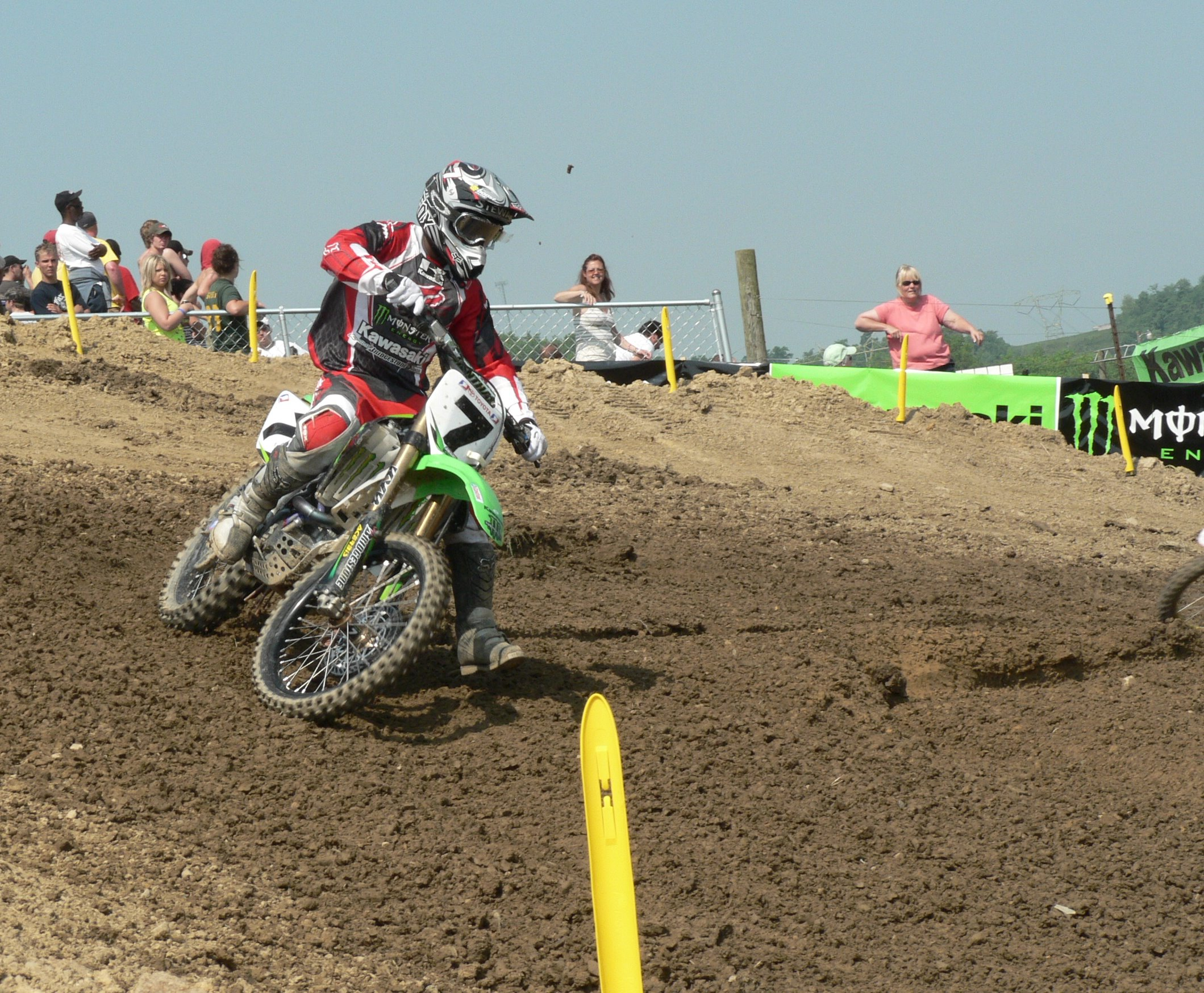
2007年AMAモトクロスにて

ジェームス・スチュワート・ジュニア（James Stewart Jr.、1985年12月21日 - ）は、黒人のモトクロスライダー。アメリカ合衆国フロリダ州出身。ニックネームはババ（Bubba）。
AMAモトクロスのアマチュア選手権において、史上最多の11度のタイトルを獲得。さらに2008年は、シーズン開幕前に膝を手術したにもかかわらず、2002・2004年のリッキー・カーマイケル以来史上二人目となる全戦（12戦24レース）全勝という記録を達成してプロ選手権の450ccクラスを制覇した。

## 戦歴
- 2002年
  - AMAスーパークロス125cc西地区ランキング2位
  - AMAナショナルモトクロス125ccチャンピオン
- 2003年
  - AMAスーパークロス125cc西地区チャンピオン
  - AMAナショナルモトクロス125ccランキング3位
- 2004年
  - AMAスーパークロス125cc東地区チャンピオン
  - AMAナショナルモトクロス125ccチャンピオン
- 2005年
  - AMAスーパークロス250ccランキング10位
  - AMAナショナルモトクロス250ccランキング12位
- 2006年
  - スーパークロス世界選手権チャンピオン
  - AMAスーパークロス・スーパークロスランキング2位
  - AMAモトクロス・モトクロスランキング4位
- 2007
  - スーパークロス世界選手権チャンピオン
  - AMAスーパークロス450ccクラスチャンピオン
  - AMAモトクロス7位